# Pleașov, Teleorman
Pleașov (mai demult Șopie) este un sat în comuna Saelele din județul Teleorman, Muntenia, România.

## Așezare
Localitatea Pleașov este situată pe malul stâng al râului Sâi, la o distanță de 19 km față de orașul Turnu Măgurele și la 65 km față de municipiul reședință de județ, Alexandria.

## Istoric
Satul Pleașov apare în Hrisovul din 1512-1913 al lui Neagoe Basarab.
Apare de asemenea în Hrisoavele din 1531 și 1533 care sunt de altfel o repetare a celui din 1512-1513. 
Pleșovul existã din secolul al XV-lea și era locuit de moșneni.
La 20 mai 1612, Radu Mihnea întãrește lui Preda Postelnic și soției lui Florica, fiica lui Mihai Viteazul, 
satele Pleașovul de Sus și Pleașovul de Jos cu tot hotarul, cu toți vecinii și cu tot venitul. 
Deci, pânã la începutul veacului al XVII-lea o parte din moșneni își pierduserã proprietatea, 
fuseserã aserviți. Pleașovul de Jos fusese cumpãrat de Mihai Viteazul înainte de a ajunge pe tron când era 
mare stolnic în vremea lui Mihnea Voievod 1577-1583.
Douã sate Pleașov se constatã și în secolele al XVIII-lea și al XIX-lea. La Fotina apar satele “Pleașovul-Rumani” 
și “Pleașovul Sârbi”.
Pe harta din 1835 satul “Pleașovul Rumani” apare trecut cu 95 de gospodãrii și Șopia ( Pleașovul Sârbi ) 
cu 62 de gospodãrii.
Pleașovul de sus exista pe locul unde este și astãzi satul cu locuitori veniți din sudul Dunãrii și de aceea 
i se spunea și Șopia ( românii spuneau strãinilor veniți aici “șopi” ).

### Cetatea de la Pleașov
Cetatea din Pleașov, numită și Gurguiu Nemților, este o construcție geto-dacă, 
amenajată pe un promontoriu al terasei stângi și foarte înalte (circa 60 m diferență față 
de nivelul luncii) a Oltului. 
Incinta cetății este de formă ovală, iar șanțul a fost săpat pe laturile de nord
și nord-est. 
Conform cercetătorului Constantin Preda, cetatea datează de la sfârșitul secolului III a. Chr. 
În urma săpăturilor arheologice au fost descoperite materiale ceramice, o brățară de bronz cu 
globule, ceramică elenistică de import, câteva fragmente de amfore elenistice, dintre care șase
purtând ștampile. 
C. Preda consideră că așezarea întărită de la Pleașov a fost folosită atât ca loc de  refugiu, 
cât și de locuit. 
Prin dimensiunile reduse, genul de fortificație cu val și șanț de pământ și o locuire cât de 
cât intensă și organizată ea se apropie mai mult de așezările de tip dava.     
După numărul mare al vaselor ceramice descoperite în interiorul locuințelor poate fi trasă 
concluzia că așezarea a fost părăsită în grabă.

## Activități economice
Legumicultura, agricultura, creșterea animalelor (bovine, ovine, porcine, caprine, cabaline).